# Sainte-Maure
Sainte-Maure és un municipi francès situat al departament de l'Aube i a la regió del Gran Est. L'any 2007 tenia 1.473 habitants.

## Demografia

### Població
El 2007 la població de fet de Sainte-Maure era de 1.473 persones. Hi havia 514 famílies de les quals 85 eren unipersonals (32 homes vivint sols i 53 dones vivint soles), 211 parelles sense fills, 194 parelles amb fills i 24 famílies monoparentals amb fills.
La població ha evolucionat segons el següent gràfic:
Habitants censats

### Habitatges
El 2007 hi havia 543 habitatges, 523 eren l'habitatge principal de la família, 4 eren segones residències i 15 estaven desocupats. 536 eren cases i 4 eren apartaments. Dels 523 habitatges principals, 490 estaven ocupats pels seus propietaris, 22 estaven llogats i ocupats pels llogaters i 11 estaven cedits a títol gratuït; 2 tenien una cambra, 8 en tenien dues, 65 en tenien tres, 141 en tenien quatre i 308 en tenien cinc o més. 446 habitatges disposaven pel capbaix d'una plaça de pàrquing. A 193 habitatges hi havia un automòbil i a 303 n'hi havia dos o més.

### Piràmide de població
La piràmide de població per edats i sexe el 2009 era:
| Homes | Edats   | Dones |
| ----- | ------- | ----- |
| 0     | 95 o +  | 0     |
| 4     | 90 a 94 | 8     |
| 4     | 85 a 89 | 4     |
| 4     | 80 a 84 | 4     |
| 12    | 75 a 79 | 28    |
| 24    | 70 a 74 | 16    |
| 32    | 65 a 69 | 56    |
| 24    | 60 a 64 | 32    |
| 40    | 55 a 59 | 24    |
| 68    | 50 a 54 | 52    |
| 64    | 45 a 49 | 68    |
| 48    | 40 a 44 | 44    |
| 48    | 35 a 39 | 56    |
| 40    | 30 a 34 | 48    |
| 16    | 25 a 29 | 20    |
| 36    | 20 a 24 | 20    |
| 24    | 15 a 19 | 28    |
| 44    | 10 a 14 | 60    |
| 32    | 5 a 9   | 28    |
| 16    | 0 a 4   | 52    |

## Economia
El 2007 la població en edat de treballar era de 1.022 persones, 650 eren actives i 372 eren inactives. De les 650 persones actives 608 estaven ocupades (331 homes i 277 dones) i 41 estaven aturades (15 homes i 26 dones). De les 372 persones inactives 100 estaven jubilades, 196 estaven estudiant i 76 estaven classificades com a «altres inactius».

### Ingressos
El 2009 a Sainte-Maure hi havia 531 unitats fiscals que integraven 1.333 persones, la mediana anual d'ingressos fiscals per persona era de 21.384 €.

### Activitats econòmiques
Dels 51 establiments que hi havia el 2007, 1 era d'una empresa extractiva, 1 d'una empresa alimentària, 2 d'empreses de fabricació d'altres productes industrials, 15 d'empreses de construcció, 6 d'empreses de comerç i reparació d'automòbils, 5 d'empreses de transport, 2 d'empreses d'hostatgeria i restauració, 2 d'empreses d'informació i comunicació, 1 d'una empresa financera, 3 d'empreses immobiliàries, 6 d'empreses de serveis, 2 d'entitats de l'administració pública i 5 d'empreses classificades com a «altres activitats de serveis».
Dels 20 establiments de servei als particulars que hi havia el 2009, 1 era una oficina de correu, 1 taller de reparació d'automòbils i de material agrícola, 1 autoescola, 4 paletes, 3 guixaires pintors, 2 fusteries, 4 lampisteries, 1 electricista, 1 perruqueria, 1 restaurant i 1 agència immobiliària.
L'únic establiment comercial que hi havia el 2009 era una fleca.
L'any 2000 a Sainte-Maure hi havia 23 explotacions agrícoles que ocupaven un total de 1.470 hectàrees.

## Equipaments sanitaris i escolars
El 2009 hi havia 1 escola maternal i 1 escola elemental.

## Poblacions més properes
El següent diagrama mostra les poblacions més properes.